# Stermann & Grissemann
Christoph Grissemann y Dirk Stermann son una pareja de humoristas muy conocidos en Alemania y, especialmente, Austria.

## Christoph Grissemann
Christoph Grissemann (17 de mayo de 1966 en Innsbruck, Tirol, Austria) es presentador de radio además de humorista. Su nombre real es Christoph Mark según algunas fuentes, Maria - Grissemann según otras. Tras el examen de Matura (1986 en Baden bei Wien, Baja Austria), Grissemann cursó Germanística y Publicidad durante cuatro años, antes de interrumpir sus estudios y prestar el servicio social en un campo de refugiados en Traiskirchen, cerca de Viena.
Desde 1988 trabaja en la ORF y desde 1990 colabora con Dirk Stermann, alcanzando el dúo una gran popularidad. Además, Grissemann ha trabajado con narrador en anuncios y voz en off para diversas producciones televisivas. Hijo de Ernst Grissemann, un conocido periodista y presentador de radio, Christoph no está casado y no tiene hijos.
Grissemann ha interpretado algunos papeles, tanto de protagonista como de secundario, en algunas series de televisión. Además aparece en algunas películas, como Nacktschnecken (2004, director: Michael Glawogger).

## Dirk Stermann

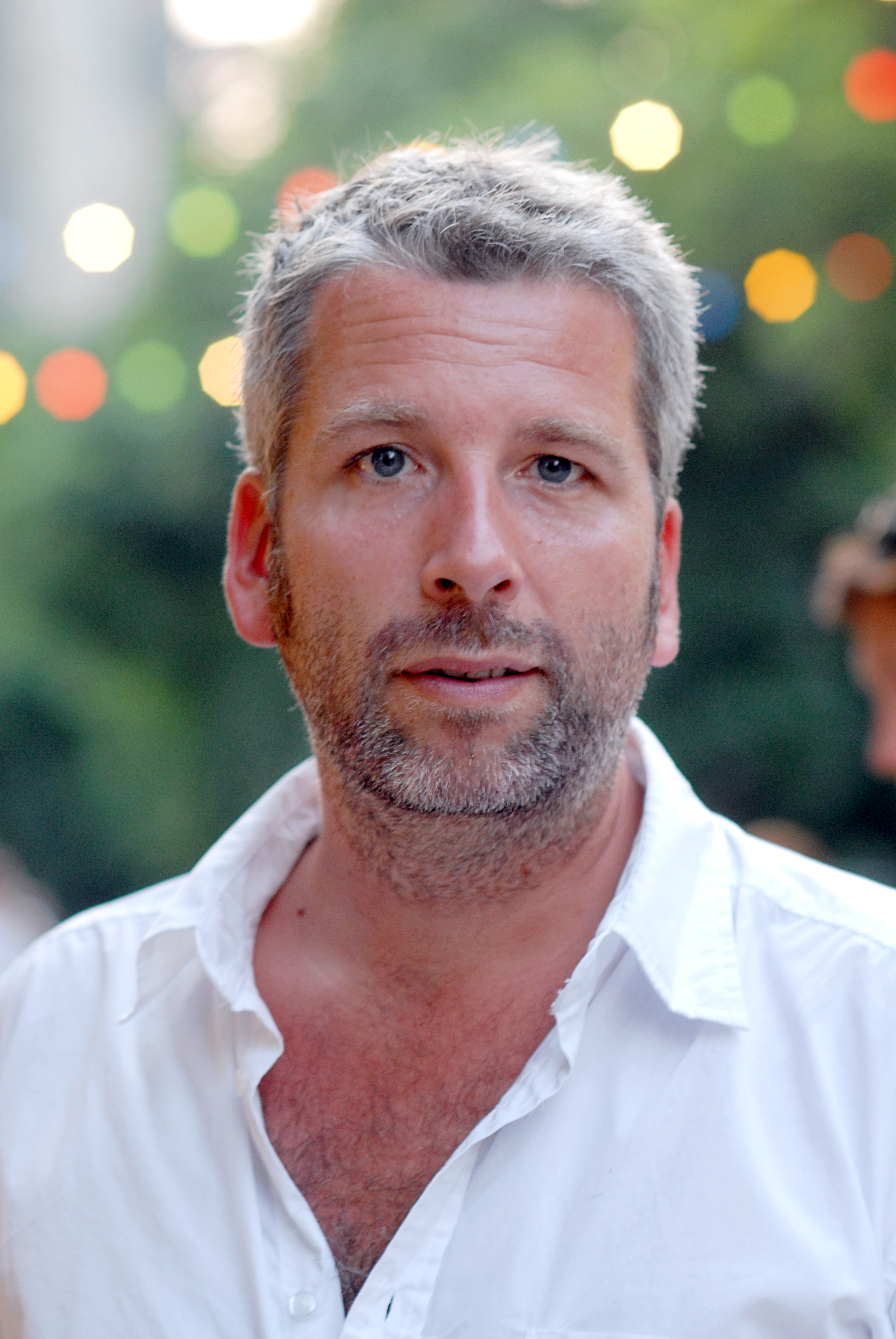
Dirk Stermann.

Dirk Stermann (7 de diciembre de 1965 en Duisburg, Alemania) es escritor además de humorista y presentador radiofónico. Tras el Abitur, prestó servicio civil y comenzó estudios de Historia y Artes Escénicas que no llegó a terminar. Desde 1987 reside en Viena. Desde 1988 trabaja en la ORF y desde 1990 lo hace junto a Grissemann. Stermann está casado con la periodista de Der Standard Christine Schatz y tiene una hija nacida en 1992.
Como escritor ha publicado las siguientes obras:
- Dirk Stermann, Rudi Klein: Die Speibbanane. (Libro infantil), Hoanzl, Viena, 2004 ISBN 3-902309-99-7 (en alemán). Escrito por Stermann e ilustrado por Rudi Klein, Die Speibbanane narra la historia de una banana que vive feliz hasta que es transportada a Europa contra su voluntad. Su enfado provoca que se vuelva de nuevo verde. El trasfondo del libro es la economía global y el público al que está destinado es niños a partir de tres años (en el momento de escribirse, la edad de su hija) y «lectores adultos cualificados».
- Dirk Stermann: Kurz und Klein. Poemas y relatos, Zwiebelzwerg Verlag, Düsseldorf, 1989 ISBN 3-925323-40-6 (en alemán)
- Dirk Stermann: Einfach so. Poemas y relatos, Eigenverlag (en alemán)
- Stermann liest Morgenstern. (CD) 2006. Grabación con poemas de Christian Morgenstern y música de Alexander Hochenburger (en alemán)

Stermann ha aparecido en diversas producciones cinematográficas, como Silentium (Wolfgang Murnberger, 2004) e Import Export (Ulrich Seidl, 2007).

## El dúo
Stermann y Grissemann colaboran desde 1991 en el programa radiofónico Salon Helga, primero en la cadena Ö3 y luego en FM4. Desde 1997 han producido diversos programas de televisión como Suite 16, Blech oder Blume (existente previamente en radio), Kulturkiste o Frau Pepi und die Buben.
En Alemania utilizan se conocen como "Grissemann & Stermann" (con el orden cambiado) y trabajan para Radio Eins (perteneciente a la Rundfunk Berlin-Brandenburg) desde 1998, con sus programas Show Royale (una fórmula similar a la de Salon Helga) y Blech oder Blume.
Tras el cambio de gobierno del año 2000 en Austria, el programa de Stermann y Grissemann en la ORF fue cancelado por causas políticas. El motivo que se adujo fue que ambos dijeron en una entrevista sobre Jörg Haider en 1999 la siguiente frase: "Creo que, a día de hoy, si se quisiera detener a Haider, habría que dispararle". Esta declaración se convirtió en el centro de atención cuando se formó el nuevo gobierno, tras interpretarlo el antiguo secretario general del FPÖ Peter Westenhaler como un "llamamiento al asesinato". Unos meses después de que el fiscal general del estado archivara las diligencias abiertas a petición del FPÖ, se levantó la prohibición que pesaba sobre los cómicos.
En 2002 intentaron representar a Austria en el Festival de la canción de Eurovisión en Tallin (Estonia) con una canción llamada Das schönste Ding der Welt, quedando segundos en la votación por detrás de Manuel Ortega. En 2002 Stermann y Grissemann retransmitieron el festival en directo por última vez en FM4, como venían haciendo desde la fundación de la emisora en 1995. Ese mismo año fueron galardonados en 2002 con el Salzburger Stier, el premio para humoristas más importante de la zona germanófona. Desde octubre de 2005 han actuado de forma periódica como invitados en el programa humorístico de la ORF 1 Dorfers Donnerstalk.
Desde el 31 de mayo de 2007 presentan todos los jueves el late show de la ORF Willkommen Österreich y desde el 3 de febrero de 2008 aparecen en el programa Im Anschluss: Neues aus Waldheim en la plataforma de pago Premiere.

## Programas
- 1999: Das Ende zweier Entertainer – Ein Scheißabend für alle Beteiligten
- 2000: Die Karawane des Grauens
- 2002: Willkommen in der Ohrfeigenanstalt
- 2005: Harte Hasen
- 2007: Die deutsche Kochschau

## Teatro
- 2003: Seele brennt – A Tribute to Werner Schwab (con Hilde Sochor y Fritz Ostermayer)
- 2003: Marx Brothers Show

## Libros
- Als wir noch nicht von Funk und Fernsehen kaputtgemacht geworden sind? edition selene, Viena 1998, ISBN 3-85266-089-0 (en alemán)
- Immer nie am Meer. edition selene, Wien 1999, ISBN 3-85266-115-3 (en alemán)
- Willkommen in der Ohrfeigenanstalt. Hoanzl, Viena 2002, ISBN 3-902309-01-6 (en alemán)
- be afraid honey, it's ... fm4. Die geheimen Anstalts-Tagebücher. edition selene, Viena 2004, ISBN 3-85266-256-7 (en alemán)
- be afraid honey, it’s... fm4 Letzte Folge. Die geheimen Anstalts-Tagebücher von Stermann und Grissemann. Letzte Folge. edition selene, Viena 2005, ISBN 3-85266-271-0 (en alemán)
- Debilenmilch. Tropen Verlag, Viena 2007, ISBN 3-932170-55-5 (en alemán)

## CD
- Salon Helga – von hinten
- Das Ende zweier Entertainer – Ein Scheißabend für alle Beteiligten
- Du auch
- Die Karawane des Grauens
- Sprechen Sie Österreichisch? (como narradores)
- 2002: Die schönste CD der Welt
- Willkommen in der Ohrfeigenanstalt
- Leck Mich im Arsch - Bäsle Briefe

## Películas
Stermann & Grissemann aparecen juntos en tres películas, habiendo colaborado también en el guion de ambas:
- Mah Jongg (Austria, 1996, cortometraje de 35 minutos para el programa de la ORF Kunststücke, dirigido por Antonin Svoboda)
- Immer nie am Meer (Austria, 2007, dirigida por Antonin Svoboda)
- Drei Eier im Glas (Austria, 2015, dirigida por Antonin Svoboda)

## DVD
- Harte Hasen
- Immer nie am Meer
- Wollt Ihr das totale Sieb!? (a partir del 27.11.2008)